# Muhammad Amir Hilal
Muhammad Amir Hilal (ar. محمد أمير هلال) – egipski zapaśnik walczący w obu stylach.
Triumfator igrzysk panarabskich w 1953. Brązowy medalista igrzysk śródziemnomorskich w 1955 roku.